# Wołczuny (osada)
Wołczuny (lit. Valčiūnai) – osada na Litwie, w okręgu wileńskim, w rejonie wileńskim, w gminie Czarny Bór.
Znajduje tu się stacja kolejowa Wołczuny, położona na linii Równe – Baranowicze – Wilno.

## Historia
W dwudziestoleciu międzywojennym koszary kolejowe leżące w Polsce, w województwie wileńskim, w powiecie wileńsko-trockim, w gminie Rudomino.
Po II wojnie światowej w granicach Związku Sowieckiego. Od 1991 na niepodległej Litwie.